# Josef Antonín Seydl
Josef Antonín Seydl (9. dubna 1775 Beroun – 5. července 1837 tamtéž) byl berounský děkan a kronikář, autor básní, vlastenec a přítel řady významných osobností národního obrození, které se často setkávaly v jeho bytě v Berouně. Zakladatel hudební školy v Berouně, člen a spolupracovník Vlasteneckého muzea v Praze, strýc stavitele Emanuela Seydla.

## Studia
Do školy chodil v Berouně a v Kublově, kde získal také základní hudební vzdělání, poté absolvoval latinskou školu v Příbrami, kde působil jako první houslista na Svaté Hoře. Ve studiích pokračoval na berounském piaristickém gymnáziu, na Novoměstském gymnáziu v Praze, na Filozofické fakultě pražské univerzity a v Arcibiskupském semináři. Po vysvěcení na kněze byl kaplanem v Rokycanech a v Berouně, od roku 1806 děkanem v Lochovicích a od roku 1813 děkanem v Berouně.

## Dílo
- Kronika královského města Berouna

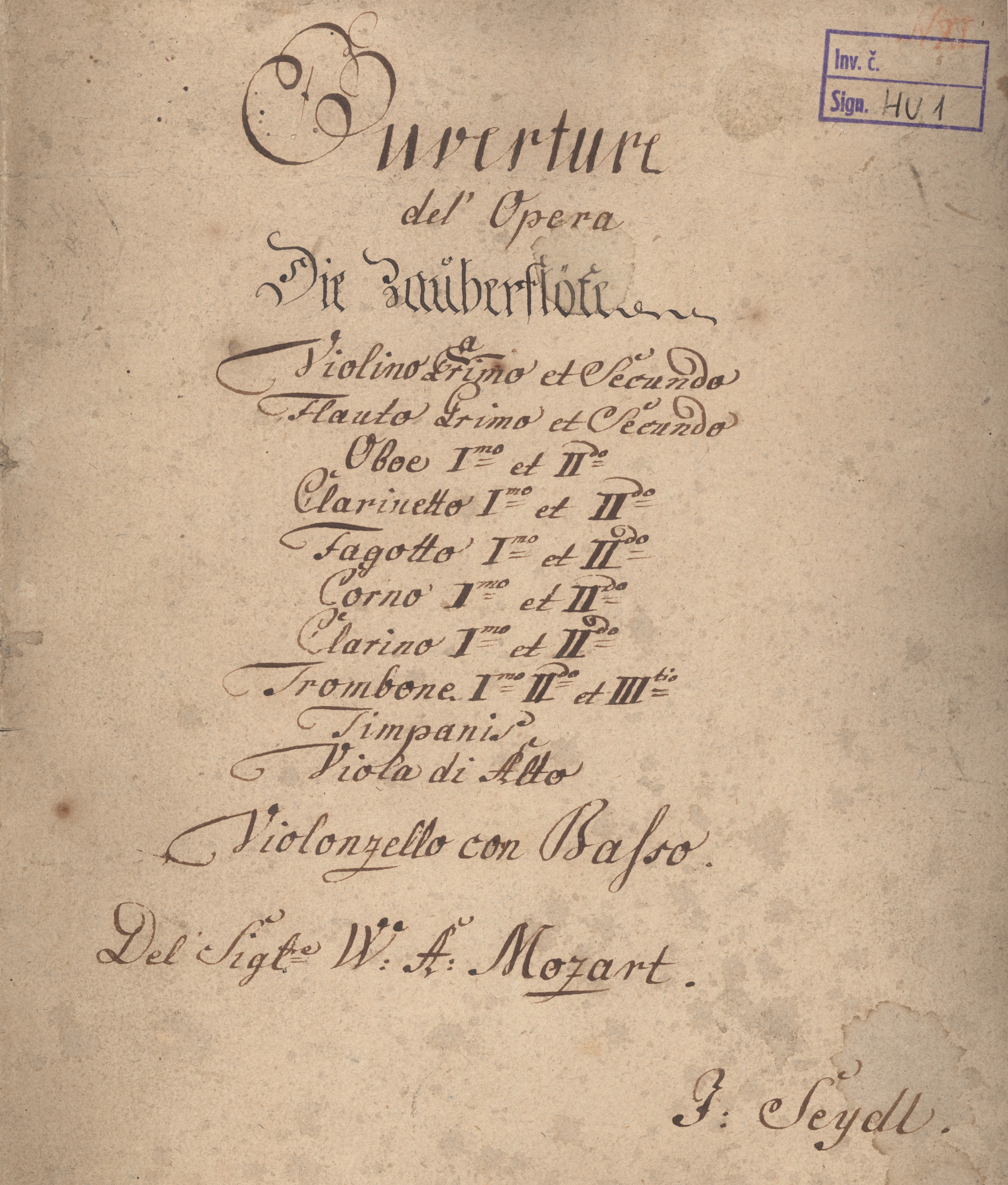
Titulní list opisu partitury předehry k opeře W. A. Mozarta Kouzelná flétna, asi 1800. SOkA Beroun

- Jeho pozůstalost včetně rozsáhlé sbírky hudebních partitur je uložena v Státním okresním archivu Beroun.[3]